# Kelet Népe (folyóirat, 1935–1942)
A Kelet Népe (1935–1942), önmeghatározása (alcíme) szerint,  magyar „szépirodalmi, társadalomtudományi és kritikai folyóirat”.

## Létrejötte
A folyóiratot három fiatal, paraszti származású Bihar megyei népi író, Barsi Dénes, Sinka István és Szabó Pál alapította 1935 szeptemberében. 1934-től mindhárman a Komádi és Vidéke c. hetilap munkatársai voltak, ezt azonban Barsi egyik írása miatt betiltották. Ezután a Bornemissza László szerkesztette Tiszántúli Figyelő munkatársai lettek. A szerkesztő a csőd szélén álló folyóiratot és hetvenöt előfizetőjét átengedte a három írónak, akik egybehangzóan állították, Komádi mellett, a Sebes-Körös hídján határozták el, hogy az új folyóirat neve Kelet Népe lesz. A lap beindítását segítették Szabó Pál politikai kapcsolatai a Független Kisgazdapártnál; és Barsi Dénes tanítói fizetése és felesége hozománya, mely az induláshoz szükséges pénzt biztosította. Ő és Szabó Pál lettek a folyóirat első szerkesztői, később a vezetés fokozatosan átcsúszott Szabó Pál kezébe. A harmadik alapítóból, Sinka Istvánból nem lett szerkesztő, de huszonkilenc költeményével ö a folyóirat legtöbbet publikáló költője. Az első számtól kezdve a lap munkatársa lett Veres Péter is.
Szabóéknak nem sikerülhetett az a céljuk, hogy a határszéli kis faluból, Biharugráról országos jelentőségű folyóiratot adjanak ki, ezért hamarosan Budapestre költöztették. A lap (és abban az időben a legtöbb irodalmi mű) legnagyobb gondja minden időben a terjesztés volt.

## A Szabó–Barsi-korszak (1935–1937)

### Kezdetek
1935. október-1936. január: az útkeresés ideje. 1936 márciusától a lap új, a Válaszra hasonlító megjelenést öltött. A szerkesztőséghez csatlakozott a budapesti Muhoray Elemér, bár a lap bázisa ekkor még Biharugra.  1937. januárban költöztek el, a szerkesztőséghez Tatay Sándor is csatlakozikott (szerény örökségét is a lapra áldozva); főszerkesztő Szabó Pál lett. A lapot egy ideig a fiatal Püski Sándor adja ki. A címlap háromszor is változik (imázskeresés, figyelemfelhívás). Az első évfolyamok Sinka és Bakó József verseit közölték, majd megjelenik a lapban Erdélyi József és Sértő Kálmán is néhány verssel, Féja Géza egy Aranyról írt tanulmányával, Kodolányi János pedig a Finn tanya c. útirajzával. Nagyon sokat szerepelt Szabó Pál főszerkesztő is. 1514 c. írásában mind a fasizmustól, mind a marxizmustól elhatárolva magát, a „harmadik út” eszméjét hirdeti.

### A „kisgazdapárti” korszak (1937–1938)
1937 novemberétől a szerkesztőbizottságba került Eckhardt Tibor, Nagy Ferenc, Tildy Zoltán és Varga Béla. A lapban nagyobb teret kapott a politika (a párt álláspontját tükröző belpolitikai szemle, a rivális Nemzeti Parasztpárttal való viták, tudósítások közéleti eseményekről). A lapban megjelent egy József Attiláról szóló nekrológ is. A lapban szociográfiák is megjelentek, egyikük szerzőjét, Kovács Imrét Féjával együtt perbe fogják, Szabó Pál a lapban védelmezi őket. A lap 1938. február 6-án irodalmi matinét tartott Debrecenben. Erre az alkalomra készült Bajcsy-Zsilinszky Endre tanulmánya (Kelet Népe), amely Széchenyi István eszméit aktualizálva a fasizmus térhódítására hívja fel, elítélően, a figyelmet.

### A „Válaszos” korszak (1938–1939)
A szerkesztőség Féjából, Szabó Pálból és Sárközi Györgyből állt. A Kelet népe kiadását átvette az Athenaeum. 1938 júniusában a Válasz egybeolvadt a Kelet Népével. Németh László, a Válasz prominense, nem vett részt a szerkesztőségben Féjával való személyi és politikai ellentétei miatt (a lap nem is hagyja ki, hogy Némethet és szellemiségét bíráló írásokat is közöljön); 1939 októberében ez az ellentét jelentős közeledésbe váltott, a lap védelmébe vette az író balról és jobbról is támadott Kisebbségben c. röpiratát.  A szerzői gárdához csatlakozott Móricz Zsigmond, Juhász Géza, Darvas József, Sárközi György.

### Szabó kilépése
Szabó Pál 1938 decemberében, elsősorban anyagi okokból (ekkor már három újságot kellene fenntartania, holott egyet is nehéz), szakított a folyóirattal és a Kisgazdapárttal is, december 9-én átvette Mező Vilmostól a Szabad Szó c. hetilapot, 1939. június 29-én pedig a Nemzeti Parasztpárt elnökévé választották.

## A Móricz-korszak (1939–1942)
1939. december 15-étől a főszerkesztő Móricz Zsigmond, aki ekkoriban vált a népi írók legfontosabb vezéralakjává; segédje hamarosan Jócsik Lajos lett. Móricz meghirdette a „Hagyd a politikát, építkezz” jelszavát, noha az újság lényegében a harmadikutas politikát folytatja. Móricz hősies anyagi- és munkabefektetéssel tartotta fönt a lapot. A folyóirat fontos új munkatársai lettek Németh László (1938-tól) és Illyés Gyula is. Egy-két verssel, tanulmánnyal még a különutas Kassák Lajos is megjelent a lapban. Cserhát József néhány versével szerepelt a lapban, mint népi költő. Kissé kilógott a költészetével, de lelkes szószólója volt Bornemissza László grafikus, költő. Móricz helyet adott az erdélyi magyar irodalmároknak. Erdélyben ekkor már keményen folyt a magyarüldözés, a Kelet Népe fontos tájékoztató eszköz az anyaországi magyarság számára a kritikus romániai helyzetről.
A lap utolsó száma 1942. szeptember 1-jén jelent meg, három nappal később Móricz Zsigmond elhunyt.

## A Kelet Népe szellemisége
A Kelet Népe a népi írói mozgalom egyik terméke, mely a középosztály számára készülő Válasznál szélesebb néprétegekhez kívánt szólni, de magas ára miatt ez nehezen sikerülhetett. Szabó Pál bizonyára a Független Kisgazdapárttal való „egybefonódás" (1937. november) előtt is felhasználta pártkapcsolatait a lap terjesztésére. A folyóirat parasztcentrikus, de nem zárkózik el az akkoriban divatos  koreszméktől sem (munkásmozgalom, fajelmélet; utóbbi főleg Barsi Dénes írásai révén jelenik meg a lapban); tudósít a népfrontos jellegű mozgalmakról (Márciusi Front, vásárhelyi találkozó); menti a Sarló örökségét; a sarlós Jócsik Lajos Móricz Zsigmond mellett több mint egy évig az újság szerkesztője lesz.

## Egyéb irodalom
- Galambos Ferenc: A Kelet Népe repertóriuma 1935-1942, k. n., h. n., 1972 → Elektronikus elérhetőség: